# Cultura di Bükk

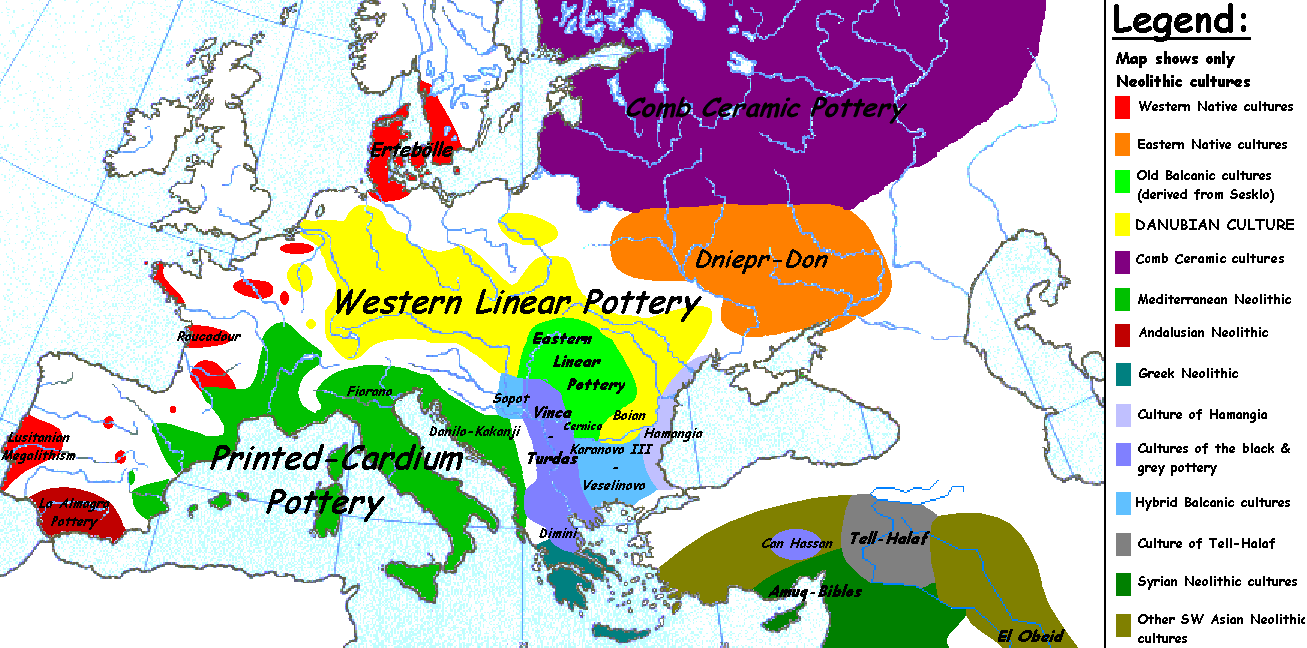
Su sfondo verde - La cultura di Bükk (cultura della ceramica lineare orientale)

La cultura di Bükk (ungherese Bükki kultúra, slovacco Bukovohorská kultúra, ucraino Буковогірська культура) è stata una cultura archeologica neolitica sviluppatasi nel nord-est dell'attuale Ungheria all'inizio del V millennio a.C..
Appartenne probabilmente ad una popolazione di tipo Cro-Magnon, stanziata nelle montagne del Bükk, sul margine meridionale dei Carpazi occidentali interni, e sull'alto corso del fiume Tisza con i suoi affluenti. I territori circostanti erano invece abitati da un tipo mediterraneo più gracile, con mescolanze di Cro-Magnon. Non ci sono segni di conflitti e la densità della popolazione di Cro-Magnon in questo territorio, piuttosto alta, fu probabilmente dovutà alla prosperità derivante dal commercio dell'ossidiana.

## Origini
I Cro-Magnon avevano modificato le loro abitudini mesolitiche grazie all'influenza della cultura di Starčevo, situata più a sud: prima del 5500 a.C. (metà del VI millennio a.C.) la locale cultura di Szatmár aveva imitato i manufatti e lo stile ceramico starčeviani. Ugualmente influenzata dalla cultura di Starčevo era stata la successiva cultura di Tiszadob (5200-5000 a.C.).
Intorno al 5000 a.C. la cultura della ceramica lineare orientale aveva sostituito nella regione circostante la cultura di Starčevo e i Cro-Magnon acquisirono i nuovi influssi nella loro cultura di Bükk.

## Ceramica
Nell'ambito della cultura della ceramica lineare, la cermica di Bükk rappresenta il vasellame più pregiato. Ebbe un'ampia varietà di forme, con alti piedistalli, giare con piedi, ciotole globulari, e così via. 
L'argilla era mescolata con sabbia, al contrario di quella più scadente della cultura della ceramica lineare occidentale. Le pareti dei vasi sono sottili e delicate. 
La decorazione, come nella cultura della ceramica lineare, era costituita da bande incise con sottili linee o dipinte in bianco, rosso e giallo. Il disegno è più complesso e regolare, evidenziando una maggiore cura nell'esecuzione. Alcuni disegni rappresentano forse dei simboli: i Cro-Magnon conoscevano figurine umane astratte, nelle quali forme geometriche ricoperte di simboli raffiguravano la figura umana. 

## Economia
L'origine della prosperità della cultura di Bükk è dovuta all'eccellente ossidiana di cui abbonda il territorio. 
Le officine per la lavorazione di utensili in ossidiana sono comuni e possono essere identificate per le centinaia di strumenti sparsi al suolo di quelli che dovevano essere delle sorta di capannoni. Queste officine si trovavano vicino alle case e probabilmente rappresentavano l'attività di gruppi familiari. In alcuni casi sono state rinvenute delle giare piene di coltelli suddivisi per grandezza, pronte per l'esportazione. Nelle tombe sono state rinvenute abbondanti conchiglie di Spondylus, provenienti dal Mediterraneo, che forse erano utilizzate come moneta. 
Sfruttavano inoltre le risorse delle circostanti foreste e cacciavano gli uri.

## Abitazioni e usi funebri
Non utilizzavano case lunghe, ma case singole a pianta rettangolare, lunghe circa il doppio della larghezza e di dimensioni piuttosto contenute. Spesso erano scavate nella terra tanto da essere interamente o parzialmente sotterranee, ma ne esistono anche esempi interamente sopra terra, con pareti a graticcio e intonaco. 
Le abitazioni erano costruite su colline, pendii, o burroni. Le caverne erano probabilmente utilizzate per i riti sacri, anche se non è escluso che possano avervi abitato.
Quando qualcuno moriva essi lo seppellivano nel villaggio, talvolta sotto la casa. Un tale costume implica la credenza di una continuità spirituale: la famiglia era considerata anche nella sua durata nel tempo e nel villaggio dimoravano simultaneamente sia la famiglia vivente che gli spririti dei loro defunti. 